# Station Beuzet
Station Beuzet is een spoorwegstation langs spoorlijn 161 (Brussel - Namen) in Beuzet, een deelgemeente van de stad Gembloers (Frans: Gembloux). Het is nu een stopplaats.
Het stationsgebouw is van het type 1893 L4.

## Treindienst
| Serie       | Treinsoort          | Route                                  | Bijzonderheden             |
| ----------- | ------------------- | -------------------------------------- | -------------------------- |
| L 6250      | L-trein (NMBS)      | Ottignies – Gembloers – Beuzet – Namen |                            |
| P 7650/8650 | Piekuurtrein (NMBS) | Namen – Beuzet – Gembloers – Ottignies | Rijdt alleen op werkdagen. |

## Reizigerstellingen
De grafiek en tabel geven het gemiddeld aantal instappende reizigers weer op een week-, zater- en zondag.
| Tabel: aantal instappende reizigers station Beuzet | Tabel: aantal instappende reizigers station Beuzet | Tabel: aantal instappende reizigers station Beuzet | Tabel: aantal instappende reizigers station Beuzet |
|                                                    | Weekdag                                            | Zaterdag                                           | Zondag                                             |
| -------------------------------------------------- | -------------------------------------------------- | -------------------------------------------------- | -------------------------------------------------- |
| 1977                                               | 208                                                | 61                                                 | 26                                                 |
| 1978                                               | 166                                                | 60                                                 | 17                                                 |
| 1979                                               | 156                                                | 50                                                 | 16                                                 |
| 1980                                               | 160                                                | 38                                                 | 13                                                 |
| 1981                                               | 174                                                | 52                                                 | 24                                                 |
| 1982                                               | 160                                                | 39                                                 | 26                                                 |
| 1983                                               | 146                                                | 40                                                 | 18                                                 |
| 1984                                               | 148                                                | 41                                                 | 28                                                 |
| 1985                                               | 151                                                | 46                                                 | 22                                                 |
| 1986                                               | 208                                                | 57                                                 | 22                                                 |
| 1987                                               | 147                                                | 45                                                 | 23                                                 |
| 1988                                               | 150                                                | 47                                                 | 20                                                 |
| 1989                                               | 148                                                | 35                                                 | 16                                                 |
| 1990                                               | 148                                                | 64                                                 | 32                                                 |
| 1991                                               | 156                                                | 57                                                 | 19                                                 |
| 1992                                               | 159                                                | 42                                                 | 24                                                 |
| 1993                                               | 131                                                | 56                                                 | 19                                                 |
| 1994                                               | 170                                                | 60                                                 | 17                                                 |
| 1995                                               | 129                                                | 45                                                 | 5                                                  |
| 1996                                               | 161                                                | 37                                                 | 12                                                 |
| 1997                                               | 142                                                | 22                                                 | 26                                                 |
| 1998                                               | 142                                                | 30                                                 | 10                                                 |
| 1999                                               | 127                                                | 16                                                 | 6                                                  |
| 2000                                               | 155                                                | 20                                                 | 8                                                  |
| 2001                                               | 132                                                | 21                                                 | 8                                                  |
| 2002                                               | 143                                                | 20                                                 | 13                                                 |
| 2003                                               | 126                                                | 28                                                 | 12                                                 |
| 2004                                               | 157                                                | 36                                                 | 16                                                 |
| 2005                                               | 160                                                | 34                                                 | 16                                                 |
| 2006                                               | 169                                                | 28                                                 | 20                                                 |
| 2007                                               | 157                                                | 34                                                 | 20                                                 |
| 2008                                               | -                                                  | -                                                  | -                                                  |
| 2009                                               | 181                                                | 16                                                 | 13                                                 |
| 2010                                               | -                                                  | -                                                  | -                                                  |
| 2011                                               | -                                                  | -                                                  | -                                                  |
| 2012                                               | 172                                                | 25                                                 | 19                                                 |
| 2013                                               | 176                                                | 24                                                 | 16                                                 |
| 2014                                               | 192                                                | 36                                                 | 16                                                 |
| 2015                                               | 131                                                | 22                                                 | 12                                                 |
| 2016                                               | 123                                                | 17                                                 | 8                                                  |
| 2017                                               | 153                                                | 15                                                 | 11                                                 |
| 2018                                               | 113                                                | 18                                                 | 16                                                 |
| 2019                                               | 141                                                | 21                                                 | 17                                                 |
| 2020                                               | 85                                                 | 22                                                 | 5                                                  |
| 2021                                               | -                                                  | -                                                  | -                                                  |
| 2022                                               | 180                                                | 15                                                 | 15                                                 |
| 2023                                               | 173                                                | 43                                                 | 25                                                 |
| 2024                                               | 171                                                | 32                                                 | 25                                                 |

0,0: Schaarbeek ·
3,5: Koninklijke-Sint-Mariastraat ·
4,4: Rogierstraat ·
5,1: Leuvensesteenweg ·
5,8: Brussel-Schuman ·
6,1: Wetstraat ·
7,0: Brussel-Luxemburg ·
8,0: Mouterij ·
8,9: Etterbeek ·
10,1: Watermaal ·
12,0: Bosvoorde ·
13,9: Zoniënwoud ·
17,0: Groenendaal ·
18,9: Hoeilaart ·
20,0: Bakenbos ·
22,0: Terhulpen ·
23,2: Genval ·
25,2: Rixensart ·
27,7: Profondsart ·
29,0: Le Buston ·
30,0: Ottignies ·
36,0: Mont-Saint-Guibert ·
38,0: Blanmont ·
40,0: Chastre ·
41,9: Ernage ·
45,0: Gembloers ·
47,6: Lonzée ·
50,9: Beuzet ·
53,0: Saint-Denis-Bovesse ·
56,0: Rhisnes ·
62,0: Namen